# Ewige Goldene Burg
Die Ewige Goldene Burg (chinesisch 億載金城, Pinyin Yìzǎi Jīn Chéng) liegt im Bezirk Anping, Tainan, Taiwan. Über dem Tor befindet sich eine Steintafel von Shen Baozhen mit dem Namen der Festung als Inschrift. Sie war nicht nur die erste moderne westliche Festung in Taiwan, sondern auch die erste Festung, die mit der englischen Armstrong-Kanone, die 18.000 kg wiegt, bestückt wurde.

## Geschichte
Im Jahr 1871 waren schiffbrüchige Händler vom Königreich Ryūkyū zufällig in das Gebiet der indigenen Bevölkerung, der Paiwan, eingedrungen. Die schiffbrüchigen Händler wurden getötet. Infolge dieses sogenannten Mudan-Zwischenfalls führte die japanische Armee in Taiwan eine Strafexpedition durch. Die Qing-Dynastie beauftragte den Beamten Shen Baozhen, Taiwan zu verteidigen. Er begann den Aufbau der Ewigen Goldenen Burg im September 1874.
Shen Baozhen beauftragte den französischen Marineoffizier Prosper Giquel, die Ewige Goldene Burg zu entwerfen. Die Bauarbeiten dauerten zwei Jahre. Im Jahr 1876 war die erste westliche Festung fertig gebaut, um das Gebiet an der Küste vor der japanischen Armee zu schützen. Im Chinesisch-Französischen Krieg (August 1884 bis April 1885) und während des Widerstands der Republik Formosa gegen die japanische Besetzung Taiwans im Jahre 1895, als Liu Yongfu mit seinen Soldaten gegen die japanischen Armee kämpfte, waren die Kanonen im Einsatz, um sich gegen die Feinde zu verteidigen.
Unter japanischer Herrschaft verfiel die Ewige Goldene Burg. Außerdem verkaufte die japanische Regierung im Russisch-Japanischen Krieg (8. Februar 1904 bis 5. September 1905) die Kanonen. In der Festung war nur eine Drehbasse übrig. Die Anlage verlor somit ihre Abwehrkraft. Später wurde sie als Sehenswürdigkeit klassifiziert und erhalten.
1975 führte die Tainaner Stadtregierung im Rahmen der 100-Jahr-Feier der Festung eine große Renovierung durch und fertigte eine Statue von Shen Baozhen und Repliken von den damaligen Kanonen und Drehbassen an.
1983 stellte das Innenministerium die Ewige Goldene Burg unter Denkmalschutz.
1999 wurde die Ewige Goldene Burg noch einmal renoviert. Bei dieser Wiederherstellung wurden die unterirdischen Ruinen von Kasernen und Munitionsdepots der Kanonen freigelegt.

## Burgherren

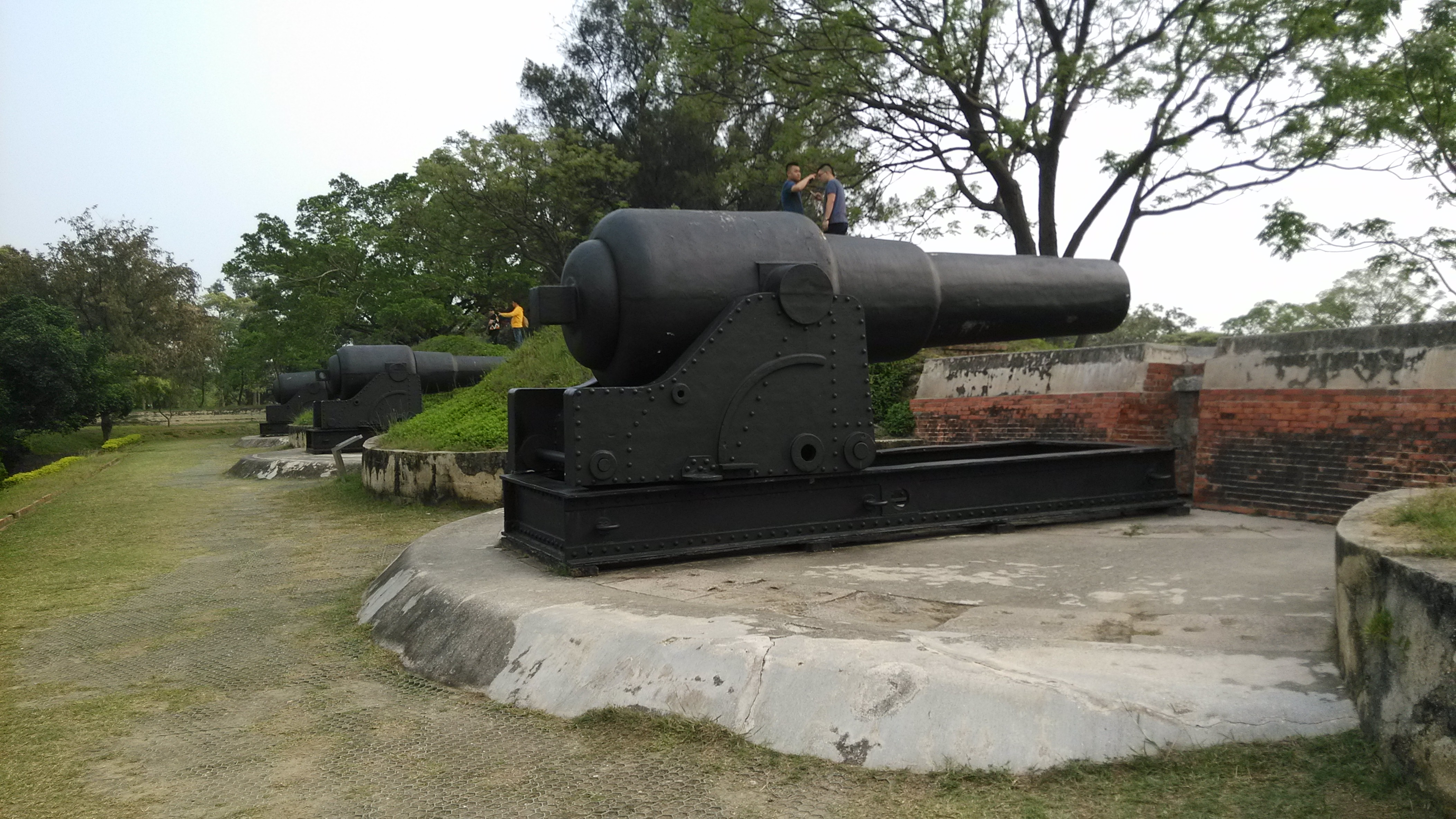
Kanonen

Im Laufe der Geschichte wechselte mehrmals die Herrschaft über die Ewige Goldene Burg:

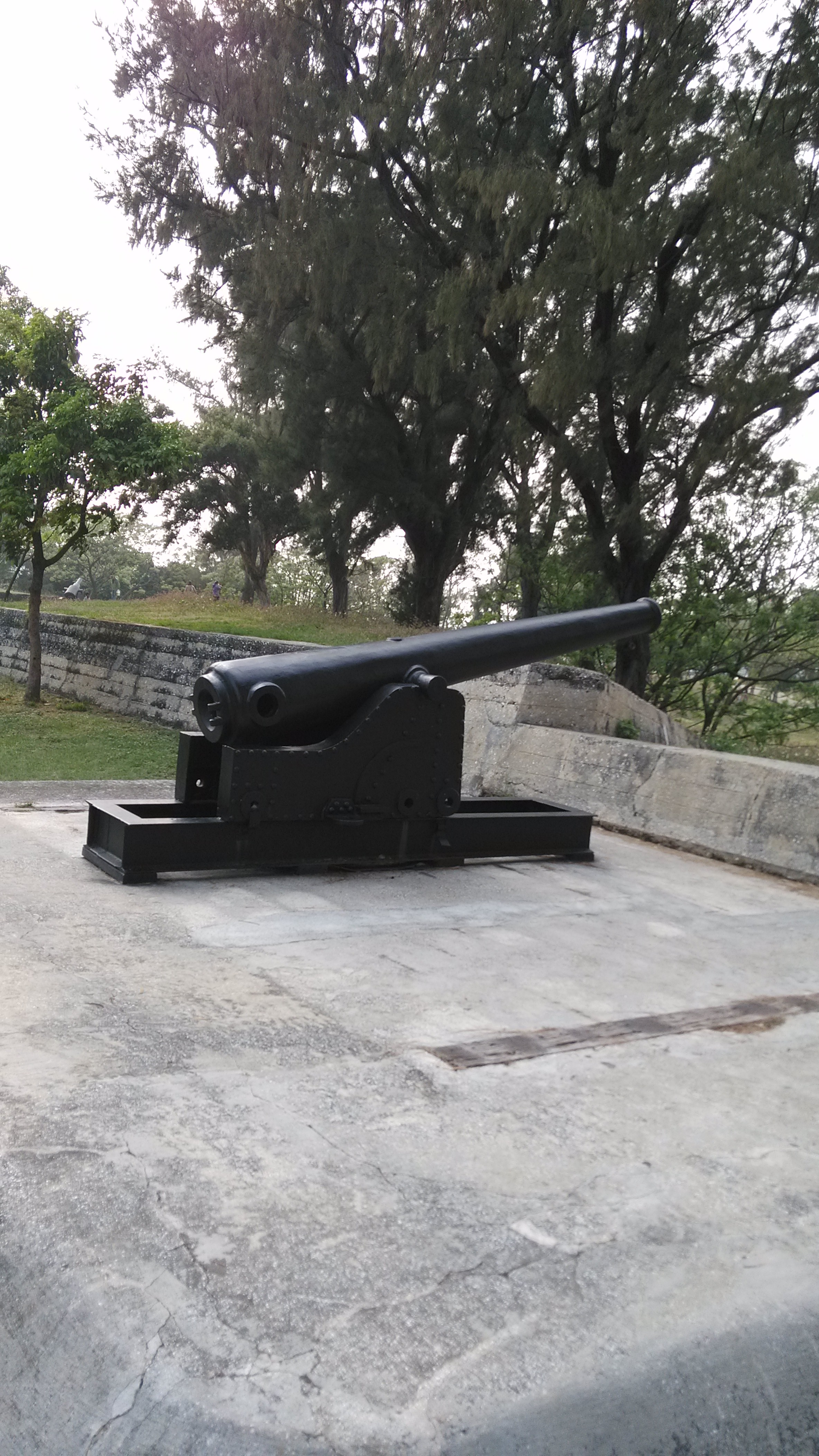
Drehbasse in der Festung

| Zeit           | Kontrolliert von        |
| -------------- | ----------------------- |
| 1874–1895      | Qing-Dynastie           |
| 1895–1945      | japanische Herrschaft   |
| 1945 bis jetzt | Republik China (Taiwan) |

## Konstruktion
Das Grundstück umfasst ungefähr 3 Hektar. Die quadratisch angelegte Festung wird durch Bastionen an jeder der vier Ecken geschützt. Die Bastionen wurden von einem französischen Bauingenieur namens Berthault entworfen. Auf der Festung gibt es jetzt drei Nachbauten der Armstrong-Kanone und eine 20-Pfund-Drehbasse.
Das Burgtor ist 21,67 Meter lang, 7 Meter breit, und 6,20 Meter hoch mit einem bogenförmigen Eingangsportal im Stil des Flämischen Verbandes gebaut. Über dem Burggraben, der die Festung umschließt, lag eine Holz-Zugbrücke. Bei einer Renovierung wurde die Zugbrücke durch eine Steinstruktur ersetzt.
Der zentrale Platz der Burg wurde als Appellplatz konzipiert, der bis zu 1500 Soldaten Platz bot. 1884 wurde ein Reservoir in der Mitte des Appellplatzes gegraben, um Feuer, das durch Artillerieangriff verursacht wurde, löschen zu können. Das Reservoir ist jetzt mit Erde ausgefüllt.

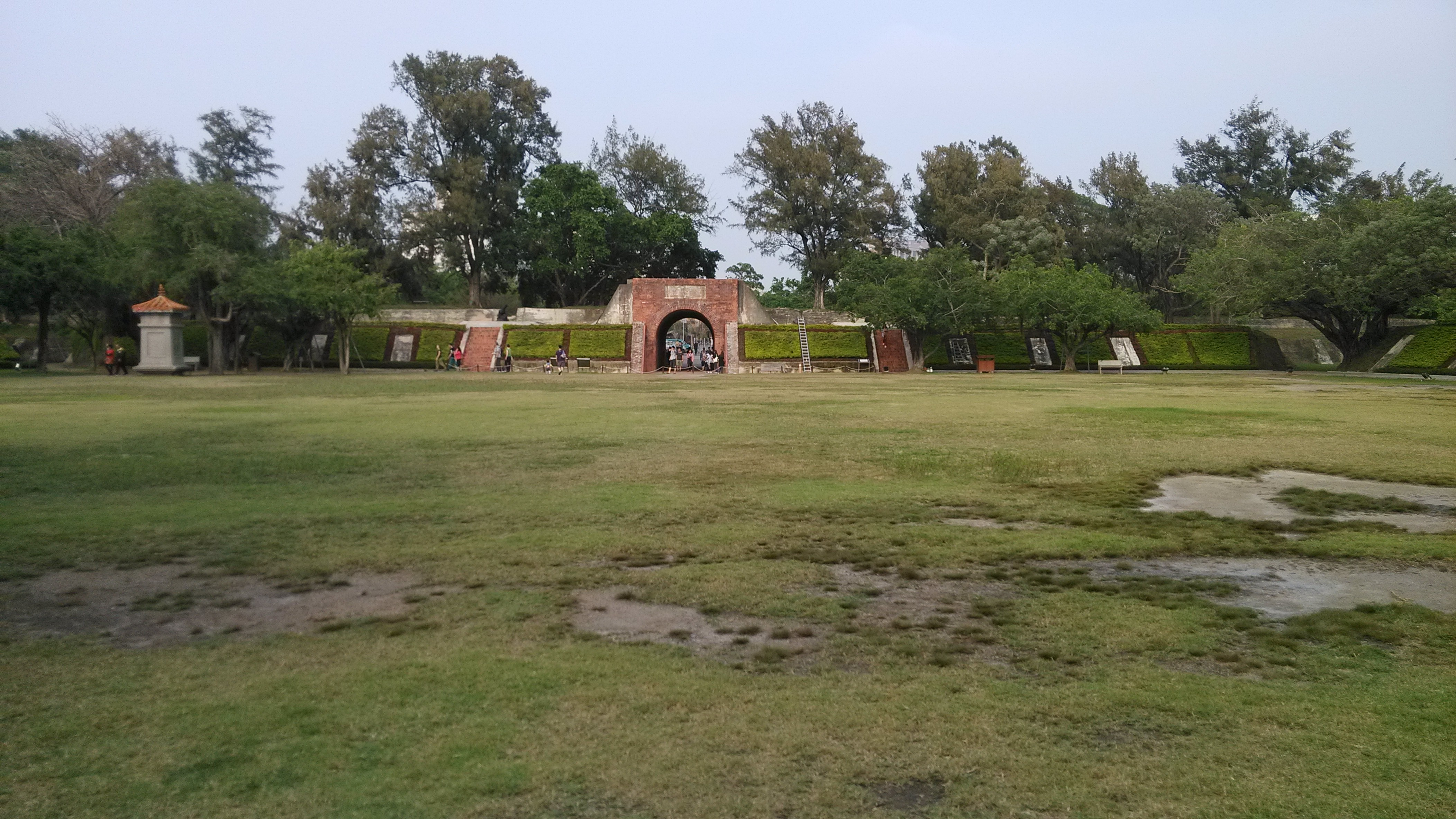
Appellplatz

Die Baumaterialien (Ziegel) stammten hauptsächlich aus dem benachbarten Fort Zeelandia. Da die Festung auf einer Sandbank liegt, war es nicht einfach, die Baumaterialien zu transportieren. Außerdem mangelte es damals an Baumaterialien. Deswegen wurden Ziegel und die Überreste von Fort Zeelandia hierher gebracht und als Baumaterialien verwendet.

## Verkehrsanbindung
Ab Bahnhof Tainan mit den Buslinien 14 und 88 bis Haltestelle der Ewigen Goldenen Burg.